# Puchar Challenge w piłce siatkowej mężczyzn (2020/2021)
Puchar Challenge w piłce siatkowej mężczyzn 2020/2021 (oficjalna nazwa: 2021 CEV Volleyball Challenge Cup Men) – 14. sezon Pucharu Challenge (41. sezon, wliczając Puchar CEV rozgrywany w latach 1980-2007) zorganizowany przez Europejską Konfederację Piłki Siatkowej (CEV) w ramach europejskich pucharów dla 33 męskich klubowych zespołów siatkarskich.
Rozgrywki składały się z fazy kwalifikacyjnej, 1/16 finału, 1/8 finału, ćwierćfinałów, półfinałów oraz finału. W każdej rundzie drużyny rywalizowały w formie dwumeczu lub w formacie turniejowym.
Puchar Challenge był trzecim w hierarchii europejskich pucharów turniejem w sezonie 2020/2021 po Lidze Mistrzów i Pucharze CEV.

## System rozgrywek
W Pucharze Challenge w sezonie 2020/2021 uczestniczyły 33 drużyny, w tym zdobywca Pucharu BVA.
Rozgrywki składały się z fazy kwalifikacyjnej, 1/16 finału, 1/8 finału, ćwierćfinałów, półfinałów i finału. Nie był rozgrywany mecz o 3. miejsce. W drodze losowania powstała drabinka turniejowa oraz pary meczowe. Losowanie odbyło się 21 sierpnia 2020 roku w Luksemburgu.
We wszystkich rundach rywalizacja toczyła się w formie dwumeczów – mecz u siebie i rewanż na wyjeździe. O awansie decydowała większa liczba zdobytych punktów meczowych. Za zwycięstwo 3:0 lub 3:1 drużyna otrzymywała 3 punkty meczowe, za zwycięstwo 3:2 – 2 punkty, za porażkę 2:3 – 1 punkt, natomiast za porażkę 1:3 lub 0:3 – 0 punktów. Jeżeli po rozegraniu dwumeczu obie drużyny zdobyły tę samą liczbę punktów, o awansie decydował tzw. złoty set grany do 15 punktów z dwoma punktami przewagi jednej z drużyn.
Ostatecznie w wyżej opisanej formule zostały przeprowadzone rozgrywki tylko 1/16 finału. Przebieg 1/8 finału i ćwierćfinałów został zmieniony wobec pandemii COVID-19. Wybrano czterech gospodarzy czterech turniejów, a w każdy turniej obejmuje dwa mecze 1/8 finału i jeden ćwierćfinał, a o awansie decydował jeden mecz zamiast dwumeczu.

## Podział miejsc w rozgrywkach
Podział miejsc w rozgrywkach dokonany został na podstawie rankingu dla Pucharu CEV i Pucharu Challenge. Maksymalna liczba drużyn, która mogła zgłosić się do Pucharu Challenge, to 70.
W przypadku niewykorzystania wszystkich miejsc do rozgrywek mogła zostać zgłoszona dodatkowa drużyna przez daną federację, jednak liczba drużyn zgłoszonych do wszystkich europejskich pucharów nie mogła przekroczyć przysługującego danej federacji limitu.
| Rk | Federacja            | Punkty | Liczba miejsc |
| -- | -------------------- | ------ | ------------- |
| 1  | Turcja               | 269    | 1             |
| 2  | Rosja                | 233    | 1             |
| 3  | Włochy               | 230    | 1             |
| 4  | Francja              | 210    | 2             |
| 5  | Czechy               | 167    | 2             |
| 6  | Belgia               | 164    | 1             |
| 7  | Szwajcaria           | 163    | 2             |
| 8  | Portugalia           | 149    | 2             |
| 9  | Bułgaria             | 140    | 2             |
| 10 | Grecja               | 137    | 2             |
| 11 | Austria              | 135    | 2             |
| 12 | Finlandia            | 133    | 2             |
| 13 | Holandia             | 131    | 2             |
| 14 | Rumunia              | 119    | 2             |
| 15 | Izrael               | 112    | 2             |
| 16 | Serbia               | 110    | 2             |
| 17 | Białoruś             | 99     | 2             |
| 18 | Niemcy               | 95     | 2             |
| 19 | Norwegia             | 90     | 1             |
| 20 | Słowenia             | 85     | 1             |
| 21 | Bośnia i Hercegowina | 84     | 1             |
| 22 | Chorwacja            | 79     | 1             |
| 23 | Cypr                 | 74     | 1             |
| 24 | Polska               | 73     | 1             |
| 25 | Czarnogóra           | 70     | 1             |
| 25 | Ukraina              | 70     | 1             |
| 27 | Węgry                | 64     | 1             |
| 28 | Kosowo               | 54     | 1             |
| 29 | Estonia              | 52     | 1             |
| 30 | Dania                | 43     | 1             |
| 31 | Słowacja             | 37     | 1             |
| 32 | Hiszpania            | 25     | 1             |
| 33 | Luksemburg           | 24     | 1             |
| 34 | Azerbejdżan          | 19     | 1             |
| 35 | Anglia               | 17     | 1             |
| 36 | Albania              | 10     | 1             |
| 36 | Szkocja              | 10     | 1             |

| Rk | Federacja          | Punkty | Liczba miejsc |
| -- | ------------------ | ------ | ------------- |
| 38 | Andora             | 0      | 1             |
| 38 | Armenia            | 0      | 1             |
| 38 | Gibraltar          | 0      | 1             |
| 38 | Grenlandia         | 0      | 1             |
| 38 | Gruzja             | 0      | 1             |
| 38 | Irlandia           | 0      | 1             |
| 38 | Irlandia Północna  | 0      | 1             |
| 38 | Islandia           | 0      | 1             |
| 38 | Liechtenstein      | 0      | 1             |
| 38 | Litwa              | 0      | 1             |
| 38 | Łotwa              | 0      | 1             |
| 38 | Macedonia Północna | 0      | 1             |
| 38 | Malta              | 0      | 1             |
| 38 | Mołdawia           | 0      | 1             |
| 38 | Monako             | 0      | 1             |
| 38 | San Marino         | 0      | 1             |
| 38 | Szwecja            | 0      | 1             |
| 38 | Walia              | 0      | 1             |
| 38 | Wyspy Owcze        | 0      | 1             |

## Drużyny uczestniczące
| Federacja  | Kluby                           |
| ---------- | ------------------------------- |
| Austria    | Union Raiffeisen Waldviertel    |
| Austria    | UVC Holding Graz                |
| Austria    | UVC Weberzeile Ried/Innkreis    |
| Bułgaria   | Marek Junion-Iwkoni Dupnica     |
| Cypr       | Omonia Nikozja                  |
| Czechy     | VK Lvi Praha                    |
| Estonia    | Pärnu VK                        |
| Estonia    | Saaremaa VK                     |
| Finlandia  | Kokkolan Tiikerit               |
| Francja    | AS Cannes                       |
| Francja    | Nantes Rezé MV                  |
| Izrael     | Hapoel Kefar Sawa               |
| Łotwa      | RTU Robežsardze/Jūrmala         |
| Łotwa      | SK Jēkabpils Lūši               |
| Macedonia  | Wardar Skopje                   |
| Macedonia  | Gio Strumica                    |
| Niemcy     | Helios Grizzlys Giesen          |
| Norwegia   | TIF Viking Bergen               |
| Portugalia | AJ Fonte Bastardo               |
| Portugalia | SL Benfica                      |
| Portugalia | Sporting CP                     |
| Rumunia    | Dinamo Bukareszt                |
| Serbia     | Partizan Belgrad                |
| Słowenia   | Calcit Kamnik                   |
| Szwajcaria | Lausanne UC                     |
| Szwajcaria | Lindaren Volley Luzern          |
| Szwecja    | Sollentuna VK                   |
| Turcja     | Ziraat Bankası                  |
| Turcja     | Halkbank (zdobywca Pucharu BVA) |
| Ukraina    | Barkom-Każany Lwów              |
| Ukraina    | Epicentr-Podolany Horodok       |
| Węgry      | Vegyész RC Kazincbarcika        |
| Włochy     | Allianz Milano                  |

## Rozgrywki

### Faza kwalifikacyjna
| Data       | Godz. | Drużyna 1        | Wynik | Drużyna 2 | 1     | 2     | 3     | 4 | 5 | Złoty set | Widzów | *      |
| ---------- | ----- | ---------------- | ----- | --------- | ----- | ----- | ----- | - | - | --------- | ------ | ------ |
| 08.10.2020 | 19:00 | UVC Holding Graz | 0:3   | Halkbank  | 16:25 | 26:28 | 21:25 |   |   |           | 473    | raport |
| 15.10.2020 | 17:30 | UVC Holding Graz | 0:3   | Halkbank  | 17:25 | 16:25 | 13:25 |   |   | 0         | raport |        |

### 1/16 finału
| Data       | Godz. | Drużyna 1                    | Wynik   | Drużyna 2                    | 1     | 2     | 3     | 4     | 5     | Złoty set | Widzów | *      |
| ---------- | ----- | ---------------------------- | ------- | ---------------------------- | ----- | ----- | ----- | ----- | ----- | --------- | ------ | ------ |
| 04.11.2020 | 17:30 | Halkbank                     | 3:1     | Hapoel Kefar Sawa            | 28:26 | 25:19 | 19:25 | 25:17 |       |           | 0      | raport |
| 06.11.2020 | 17:30 | Halkbank                     | 3:0     | Hapoel Kefar Sawa            | 29:27 | 25:23 | 26:24 |       |       | 0         | raport |        |
| 11.11.2020 | 19:00 | Vegyész RC Kazincbarcika     | 0:3[wo] | SL Benfica                   | 0:25  | 0:25  | 0:25  |       |       |           | -      | raport |
| 10.11.2020 | 19:00 | Vegyész RC Kazincbarcika     | 0:3[wo] | SL Benfica                   | 0:25  | 0:25  | 0:25  |       |       | -         | raport |        |
| 04.11.2020 | -     | Sollentuna VK                | 3:0[wo] | TIF Viking Bergen            | 25:0  | 25:0  | 25:0  |       |       |           | -      | raport |
| 11.11.2020 | -     | Sollentuna VK                | 3:0[wo] | TIF Viking Bergen            | 25:0  | 25:0  | 25:0  |       |       | -         | raport |        |
| -          | -     | AS Cannes                    | 0:0[o]  | Nantes Rezé MV               | -     | -     | -     |       |       |           | -      | raport |
| 11.11.2020 | 18:00 | AS Cannes                    | 3:2     | Nantes Rezé MV               | 20:25 | 25:18 | 20:25 | 30:28 | 15:13 | 0         | raport |        |
| 04.11.2020 | 19:00 | Barkom-Każany Lwów           | 2:3     | Dinamo Bukareszt             | 25:22 | 25:19 | 21:25 | 22:25 | 9:15  |           | -      | raport |
| 11.11.2020 | 18:00 | Barkom-Każany Lwów           | 0:3[wo] | Dinamo Bukareszt             | 0:25  | 0:25  | 0:25  |       |       | -         | raport |        |
| 10.10.2020 | 18:00 | UVC Weberzeile Ried/Innkreis | 0:3     | Marek Junion-Iwkoni Dupnica  | 21:25 | 16:25 | 16:25 |       |       |           | 200    | raport |
| 11.10.2020 | 18:00 | UVC Weberzeile Ried/Innkreis | 0:3     | Marek Junion-Iwkoni Dupnica  | 23:25 | 21:25 | 21:25 |       |       | 180       | raport |        |
| 17.11.2020 | 19:00 | Wardar Skopje                | 0:3     | Calcit Kamnik                | 12:25 | 15:25 | 17:25 |       |       |           | 0      | raport |
| 18.11.2020 | 20:00 | Wardar Skopje                | 0:3     | Calcit Kamnik                | 16:25 | 17:25 | 17:25 |       |       | 0         | raport |        |
| 03.11.2020 | 19:00 | SK Jēkabpils Lūši            | 0:3[wo] | Allianz Milano               | 0:25  | 0:25  | 0:25  |       |       |           | -      | raport |
| 11.11.2020 | 20:00 | SK Jēkabpils Lūši            | 0:3[wo] | Allianz Milano               | 0:25  | 0:25  | 0:25  |       |       | -         | raport |        |
| 04.11.2020 | 18:00 | Epicentr-Podolany Horodok    | 3:0[wo] | Partizan Belgrad             | 25:0  | 25:0  | 25:0  |       |       |           | -      | raport |
| 11.11.2020 | 18:00 | Epicentr-Podolany Horodok    | 3:0[wo] | Partizan Belgrad             | 25:0  | 25:0  | 25:0  |       |       | -         | raport |        |
| 04.11.2020 | 19:00 | Saaremaa VK                  | 3:0[wo] | Lausanne UC                  | 25:0  | 25:0  | 25:0  |       |       |           | -      | raport |
| 11.11.2020 | 19:00 | Saaremaa VK                  | 3:0[wo] | Lausanne UC                  | 25:0  | 25:0  | 25:0  |       |       | -         | raport |        |
| 03.11.2020 | 20:00 | Sporting CP                  | 3:0     | Helios Grizzlys Giesen       | 25:20 | 25:22 | 25:23 |       |       |           | 0      | raport |
| 10.11.2020 | 19:00 | Sporting CP                  | 2:3     | Helios Grizzlys Giesen       | 22:25 | 25:21 | 25:22 | 18:25 | 12:15 | 0         | raport |        |
| 05.11.2020 | 19:00 | RTU Robežsardze/Jūrmala      | 0:3[wo] | VK Lvi Praha                 | 0:25  | 0:25  | 0:25  |       |       |           | -      | raport |
| 06.11.2020 | 19:00 | RTU Robežsardze/Jūrmala      | 0:3[wo] | VK Lvi Praha                 | 0:25  | 0:25  | 0:25  |       |       | -         | raport |        |
| 05.11.2020 | 19:00 | Pärnu VK                     | 3:0[wo] | Kokkolan Tiikerit            | 25:0  | 25:0  | 25:0  |       |       |           | -      | raport |
| 12.11.2020 | 18:00 | Pärnu VK                     | 3:0[wo] | Kokkolan Tiikerit            | 25:0  | 25:0  | 25:0  |       |       | -         | raport |        |
| 04.11.2020 | 19:30 | Lindaren Volley Luzern       | 0:3     | Union Raiffeisen Waldviertel | 18:25 | 21:25 | 19:25 |       |       |           | 50     | raport |
| 10.11.2020 | 19:00 | Lindaren Volley Luzern       | 0:0[o]  | Union Raiffeisen Waldviertel | -     | -     | -     |       |       | -         | raport |        |
| 02.11.2020 | 18:00 | Gio Strumica                 | 0:3     | Omonia Nikozja               | 20:25 | 19:25 | 18:25 |       |       |           | 0      | raport |
| 03.11.2020 | 13:00 | Gio Strumica                 | 0:0[o]  | Omonia Nikozja               | -     | -     | -     |       |       | -         | raport |        |
| 13.11.2020 | 19:00 | AJ Fonte Bastardo            | 3:2     | Ziraat Bankası               | 25:23 | 21:25 | 27:25 | 22:25 | 15:9  |           |        | raport |
| 11.11.2020 | 19:00 | AJ Fonte Bastardo            | 1:3     | Ziraat Bankası               | 23:25 | 25:23 | 18:25 | 21:25 |       |           | raport |        |

### 1/8 finału
Turniej w Ankarze
| Data       | Godz. | Drużyna 1     | Wynik | Drużyna 2  | 1     | 2     | 3     | 4     | 5 | Widzów | *      |
| ---------- | ----- | ------------- | ----- | ---------- | ----- | ----- | ----- | ----- | - | ------ | ------ |
| 15.12.2020 | 19:00 | Halkbank      | 3:1   | SL Benfica | 21:25 | 25:18 | 25:16 | 25:21 |   | 40     | raport |
| 15.12.2020 | 16:00 | Sollentuna VK | 0:3   | AS Cannes  | 20:25 | 18:25 | 18:25 |       |   | -      | raport |

Turniej w Mediolanie
| Data       | Godz. | Drużyna 1        | Wynik | Drużyna 2                   | 1     | 2     | 3     | 4 | 5 | Widzów | *      |
| ---------- | ----- | ---------------- | ----- | --------------------------- | ----- | ----- | ----- | - | - | ------ | ------ |
| 08.12.2020 | 16:00 | Dinamo Bukareszt | 3:0   | Marek Junion-Iwkoni Dupnica | 25:22 | 25:19 | 25:22 |   |   | -      | raport |
| 08.12.2020 | 19:00 | Calcit Kamnik    | 0:3   | Allianz Milano              | 19:25 | 18:25 | 16:25 |   |   | -      | raport |

Turniej w Gródku
| Data       | Godz. | Drużyna 1                 | Wynik | Drużyna 2    | 1     | 2     | 3     | 4     | 5     | Widzów | *      |
| ---------- | ----- | ------------------------- | ----- | ------------ | ----- | ----- | ----- | ----- | ----- | ------ | ------ |
| 08.12.2020 | 19:00 | Epicentr-Podolany Horodok | 3:2   | Saaremaa VK  | 25:20 | 20:25 | 25:22 | 23:25 | 15:13 | -      | raport |
| 08.12.2020 | 16:00 | Sporting CP               | 1:3   | VK Lvi Praha | 25:21 | 24:26 | 23:25 | 15:25 |       | -      | raport |

Turniej w Ankarze
| Data       | Godz. | Drużyna 1      | Wynik   | Drużyna 2                    | 1    | 2    | 3    | 4 | 5 | Widzów | *      |
| ---------- | ----- | -------------- | ------- | ---------------------------- | ---- | ---- | ---- | - | - | ------ | ------ |
| -          | -     | Pärnu VK       | 3:0[wo] | Union Raiffeisen Waldviertel | 25:0 | 25:0 | 25:0 |   |   | -      | raport |
| 02.02.2021 | 18:00 | Omonia Nikozja | 0:3[wo] | Ziraat Bankası               | 0:25 | 0:25 | 0:25 |   |   | -      | raport |

### Ćwierćfinały
Turniej w Ankarze
| Data       | Godz. | Drużyna 1 | Wynik | Drużyna 2 | 1     | 2     | 3     | 4     | 5 | Widzów | *      |
| ---------- | ----- | --------- | ----- | --------- | ----- | ----- | ----- | ----- | - | ------ | ------ |
| 16.12.2020 | 17:30 | Halkbank  | 3:1   | AS Cannes | 25:18 | 25:21 | 22:25 | 25:19 |   | -      | raport |

Turniej w Mediolanie
| Data       | Godz. | Drużyna 1        | Wynik | Drużyna 2      | 1     | 2     | 3     | 4 | 5 | Widzów | *      |
| ---------- | ----- | ---------------- | ----- | -------------- | ----- | ----- | ----- | - | - | ------ | ------ |
| 09.12.2020 | 18:00 | Dinamo Bukareszt | 0:3   | Allianz Milano | 18:25 | 22:25 | 19:25 |   |   | -      | raport |

Turniej w Gródku
| Data       | Godz. | Drużyna 1                 | Wynik | Drużyna 2    | 1     | 2     | 3     | 4 | 5 | Widzów | *      |
| ---------- | ----- | ------------------------- | ----- | ------------ | ----- | ----- | ----- | - | - | ------ | ------ |
| 09.12.2020 | 18:00 | Epicentr-Podolany Horodok | 0:3   | VK Lvi Praha | 17:25 | 22:25 | 22:25 |   |   | -      | raport |

Turniej w Ankarze
| Data       | Godz. | Drużyna 1 | Wynik   | Drużyna 2      | 1    | 2    | 3    | 4 | 5 | Widzów | *      |
| ---------- | ----- | --------- | ------- | -------------- | ---- | ---- | ---- | - | - | ------ | ------ |
| 04.02.2021 | 18:00 | Pärnu VK  | 0:3[wo] | Ziraat Bankası | 0:25 | 0:25 | 0:25 |   |   | -      | raport |

### Półfinały
| Data       | Godz. | Drużyna 1    | Wynik | Drużyna 2      | 1     | 2     | 3     | 4     | 5 | Złoty set | Widzów | *      |
| ---------- | ----- | ------------ | ----- | -------------- | ----- | ----- | ----- | ----- | - | --------- | ------ | ------ |
| 24.02.2021 | 17:30 | Halkbank     | 1:3   | Allianz Milano | 25:22 | 22:25 | 18:25 | 13:25 |   |           | 0      | raport |
| 03.03.2021 | 19:00 | Halkbank     | 0:3   | Allianz Milano | 20:25 | 22:25 | 20:25 |       |   | 0         | raport |        |
| 24.02.2021 | 17:10 | VK Lvi Praha | 3:0   | Ziraat Bankası | 25:22 | 25:14 | 25:23 |       |   | 12:15     | 0      | raport |
| 03.03.2021 | 18:00 | VK Lvi Praha | 1:3   | Ziraat Bankası | 28:26 | 18:25 | 21:25 | 19:25 |   | 12:15     | 0      | raport |

### Finał
| Data       | Godz. | Drużyna 1      | Wynik | Drużyna 2      | 1     | 2     | 3     | 4     | 5    | Złoty set | Widzów | *      |
| ---------- | ----- | -------------- | ----- | -------------- | ----- | ----- | ----- | ----- | ---- | --------- | ------ | ------ |
| 17.03.2021 | 19:00 | Allianz Milano | 3:2   | Ziraat Bankası | 22:25 | 25:19 | 18:25 | 25:18 | 15:9 |           | 0      | raport |
| 24.03.2021 | 18:00 | Allianz Milano | 3:2   | Ziraat Bankası | 25:23 | 23:25 | 16:25 | 25:18 | 15:8 | 0         | raport |        |